# Wielersport op de Olympische Zomerspelen 2012 – Teamsprint mannen

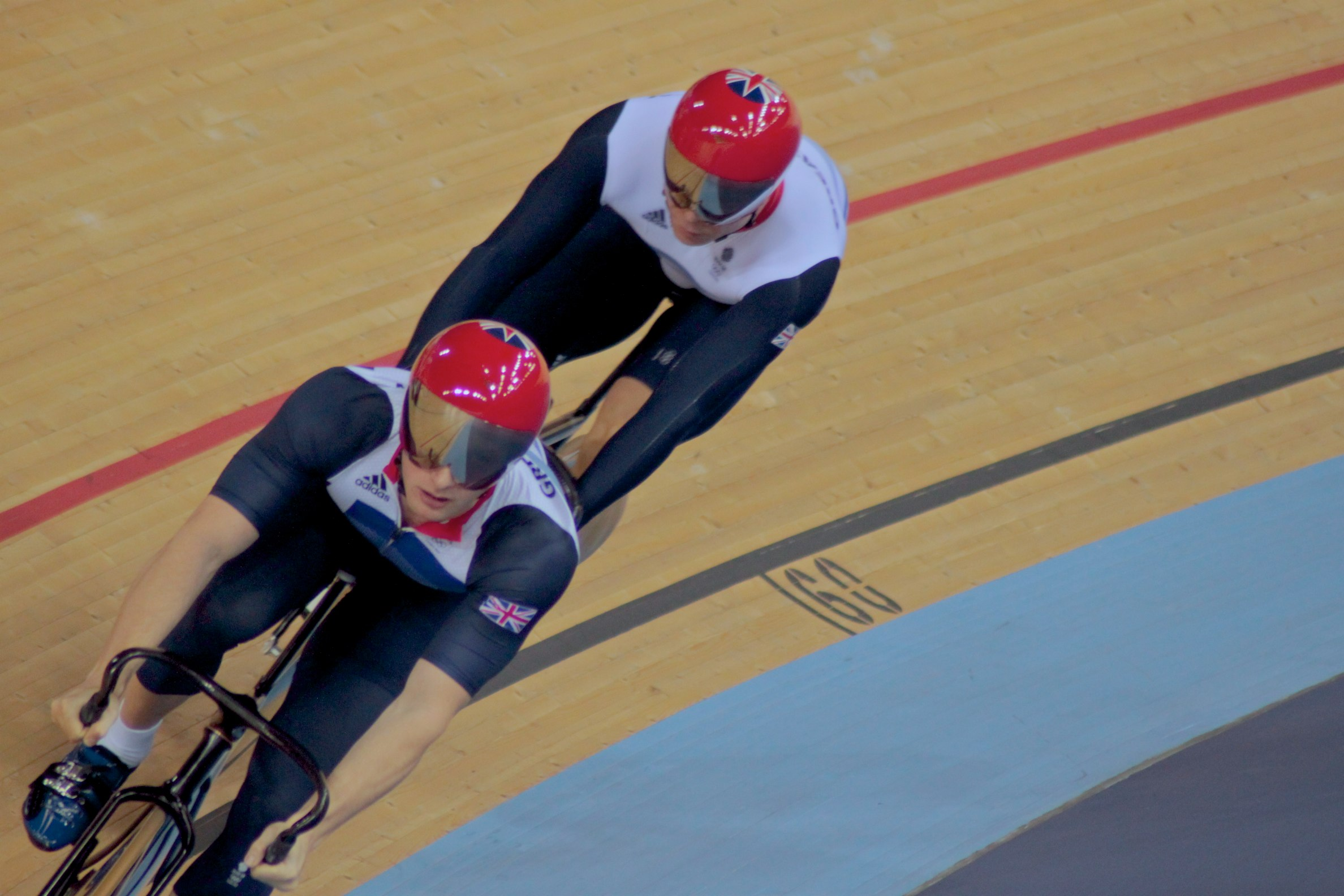
Hoy en Kenny in actie tijdens de Olympische Zomerspelen 2012

De teamsprint voor mannen vond plaats op 2 augustus 2012 in het London Velopark te Londen, Groot-Brittannië.

## Schema
| Datum                     | Tijd  | Ronde                   |
| ------------------------- | ----- | ----------------------- |
| Donderdag 2 augustus 2012 | 16.15 | Kwalificaties en Finale |

## Records
Voorafgaand aan het toernooi waren dit het wereldrecord.
| Wereldrecord | Duitsland | 3:53.295 | Cali | 1 december 2011 |

## Uitslagen

### Kwalificatie
De acht tijdsnelste plaatste zich voor de volgende ronde.
| Rang | Heat | Land | Renner 1                    | Renner 2                   | Renner 3                      | Tijd   | Opmerking |
| ---- | ---- | ---- | --------------------------- | -------------------------- | ----------------------------- | ------ | --------- |
| 1    | 5    | GBR  | Philip Hindes (17.505)      | Chris Hoy (12.461)         | Jason Kenny (13.099)          | 43.065 | Q, OR     |
| 2    | 4    | FRA  | Grégory Baugé (17.384)      | Michaël D'Almeida (12.596) | Kévin Sireau (13.117)         | 43.097 | Q         |
| 3    | 4    | AUS  | Matthew Glaetzer (17.446)   | Shane Perkins (12.786)     | Scott Sunderland (13.145)     | 43.377 | Q         |
| 4    | 3    | RUS  | Sergei Borisov (17.583)     | Denis Dmitrjev (12.661)    | Sergey Kucherov (13.437)      | 43.681 | Q         |
| 5    | 5    | GER  | René Enders (17.227)        | Maximilian Levy (12.987)   | Robert Förstemann (13.496)    | 43.710 | Q         |
| 6    | 2    | CHN  | Cheng Changsong (17.705)    | Zhang Lei (12.754)         | Zhang Miao (13.292)           | 43.751 | Q         |
| 7    | 3    | NZL  | Eddie Dawkins (17.545)      | Ethan Mitchell (13.400)    | Simon van Velthooven (13.230) | 44.175 | Q         |
| 8    | 2    | JPN  | Seiichiro Nakagawa (18.358) | Yudai Nitta (12.778)       | Kazunari Watanabe (13.188)    | 44.324 | Q         |
| 9    | 1    | VEN  | Hersony Canelón (18.108)    | César Marcano (13.003)     | Ángel Pulgar (13.543)         | 44.654 |           |
| 10   | 1    | POL  | Maciej Bielecki (17.920)    | Damian Zieliński (13.303)  | Kamil Kuczyński (13.489)      | 44.712 |           |

### Eerste ronde
De twee snelste plaatste zich voor de gouden finale, de nummers 3 en 4 plaatste zich voor de bronzen finale.
| Rang | Heat | Land | Renner 1                    | Renner 2                   | Renner 3                      | Tijd   | Opmerkingen |
| ---- | ---- | ---- | --------------------------- | -------------------------- | ----------------------------- | ------ | ----------- |
| 1    | 4    | GBR  | Philip Hindes (17.265)      | Chris Hoy (12.391)         | Jason Kenny (13.143)          | 42.747 | Q, WR       |
| 2    | 3    | FRA  | Grégory Baugé (17.289)      | Michaël D'Almeida (12.684) | Kévin Sireau (13.018)         | 42.991 | Q           |
| 3    | 1    | GER  | René Enders (17.139)        | Robert Förstemann (12.872) | Maximilian Levy (13.167)      | 43.178 | Q           |
| 4    | 2    | AUS  | Matthew Glaetzer (17.415)   | Shane Perkins (12.719)     | Scott Sunderland (13.127)     | 43.261 | Q           |
| 5    | 3    | NZL  | Eddie Dawkins (17.396)      | Ethan Mitchell (12.817)    | Simon van Velthooven (13.282) | 43.495 |             |
| 6    | 2    | CHN  | Cheng Changsong (17.623)    | Zhang Lei (12.763)         | Zhang Miao (13.119)           | 43.505 |             |
| 7    | 1    | RUS  | Sergei Borisov (17.660)     | Denis Dmitrjev (12.665)    | Sergey Kucherov (13.584)      | 43.909 |             |
| 8    | 4    | JPN  | Seiichiro Nakagawa (17.931) | Yudai Nitta (12.775)       | Kazunari Watanabe (13.278)    | 43.964 |             |

### Finale
| Rang           | Land          | Renner 1                  | Renner 2                   | Renner 3                  | Tijd          | Opmerkingen   |
| Gouden finale  | Gouden finale | Gouden finale             | Gouden finale              | Gouden finale             | Gouden finale | Gouden finale |
| -------------- | ------------- | ------------------------- | -------------------------- | ------------------------- | ------------- | ------------- |
| Goud           | GBR           | Philip Hindes (17.274)    | Jason Kenny (12.359)       | Chris Hoy (12.967)        | 42.600        | WR            |
| Zilver         | FRA           | Grégory Baugé (17.279)    | Michaël D'Almeida (12.629) | Kévin Sireau (13.105)     | 43.013        |               |
| Bronzen finale |               |                           |                            |                           |               |               |
| Brons          | GER           | René Enders (17.136)      | Robert Förstemann (12.867) | Maximilian Levy (13.206)  | 43.209        |               |
| 4e             | AUS           | Matthew Glaetzer (17.481) | Shane Perkins (12.757)     | Scott Sunderland (13.117) | 43.355        |               |

2000: Gané, Tournant, Rousseau ·
2004: Wolff, Nimke, Fiedler ·
2008: Staff, Kenny, Hoy ·
2012: Kenny, Hoy, Hindes ·
2016: Hindes, Kenny, Skinner ·
2020: Van den Berg, Büchli, Lavreysen, Hoogland
2024: Van den Berg, Lavreysen, Hoogland